# Jacques Morayns
Jacques Morayns, né Adolphe Gonda, le 3 mars 1914 à Horion-Hozémont (province de Liège), est un écrivain, dramaturge, romancier, poète et scénariste de bande dessinée belge. Également connu sous le pseudonyme Crill.

## Biographie
Adolphe E.L. Gonda naît le 3 mars 1914 à Horion-Hozémont.
En 1953, le jury de l'Académie royale de langue et de littérature françaises de Belgique retient, pour le prix de la poésie wallonne, l'ouvrage : Li Walon'rèye el guère et èl pày et commente celui-ci de la sorte : « œuvre remarquablement travaillée par un auteur qui connaît son métier et qui en utilise toutes les ressources : formes fixes et vers blancs, choix des mètres et des rythmes, art de la mise en page ; mais presque partout la littérature prime l'émotion réelle.
D'autre part, la langue laisse parfois à désirer : mots français wallonisés, termes wallons pris à contresens. »
Selon le journaliste Éric Renette du journal Le Soir, il a écrit : « Une dizaine de recueils de poésie, plus de vingt pièces de théâtre - dont plusieurs furent choisies par les programmateurs de la télévision - ont assis le renom d'un auteur de grande qualité. Jacques Morayns a donné au wallon de Liège un ouvrage de référence en quatre volumes : Li walon d'Lîdje, écrit en collaboration avec Jules Lempereur : à la fois dictionnaire pratique et grammaire rationnelle. »
On doit également à Jacques Morayns de très nombreux ouvrages en langue française, allant de la poésie au roman, en passant par des compositions radiophoniques.
Son œuvre lui valut d'être reçu comme membre de la Société des gens de lettres en France.
Hommage lui est rendu le jeudi 4 mai 1995 lors de la dernière séance de la saison liégeoise au Câbarèt da Tchantchès, tenue au foyer du Trianon (20 rue Surlet, Liège) et célèbre un des écrivains wallons les plus prolifiques : Jacques Morayns.

### En bande dessinée
Il écrit sous le pseudonyme Crill, le scénario de deux histoires humoristiques de la série Le Cirque Spirou réalisées par Paul Dubar pour le journal Spirou en 1959 et 1960,. Cette série met en scène les personnages de Luce et Tilly.

## Œuvre

### Écrits en wallon
- Li Walonreye el guere ey el påye, Liège, 1946
- Tåvleas lidjwès, 1953
- Li Rozêye so les foyes, in Les Cahiers wallons, Namur, 1958,prix du 50e anniversaire des Rèlîs Namurwès.
- Viet-Nam, 1965
- Li Muroe ås ombions, 1969
- Les Limes di pire, 1972
- Pinsêyes walones, 1972
- Li Voye des sondjes, 1972
- Rimes po les aveules, 1972
- Sol voye do tins, 1977.

### Théâtre wallon
- Alpayide d'Avroe, arimêye pièce historique en 3 actes, 1960
- Lu ? - pièce en 3 actes, 1960
- Li procès, arimêye, pièce en 1 acte, 1971
- Rôlete rûsse, pièce en 1 acte, 1972
- Li stoelî est todi rodje, pièce en 1 acte, 1972
- Li loumire, pièce en 3 actes, 1972.
- Sint Nicoley, pièce en 1 acte, 1972
- Li Diâle èt l’Amoûr[5], 1972
- Li djoltî, en 3 actes, 1973
- Blanc Noyé[5], 1973
- Madame èst mwète[5], 1974
- Bazile, pièce en 1 acte, 1975.
- Li haerna, en 3 actes, 1976
- Li cinse ås cwåres, en 3 actes, 1976, adapté pour la radio sous le titre Li Poite di fier.
- Les Maclotes, en 3 actes, 1979
- Francene, en 3 actes, 1980
- Prumî amour, comédie musicale en 3 actes
- Si dierin role, en 3 actes, 1980.
- Li p'tit Manikèt[6], comédie en 3 actes.

### Littérature jeunesse
- La Fournaise de Bir-Acheim, Bruxelles, J. Notez, coll. « Les Alliés », [s.d.]
- Au service du Roi, Henri Iselin (ill.), Paris, Éditions Delagrave, coll. « Aventure et Jeunesse », 1954 (OCLC 936881259).

### Romans
- Jules Lempereur et Jacques Morayns, Bâtard père d'empereur : roman historique, Bruxelles ; Paris, Éditions de l'Arbre, 2010  (ISBN 978-2-87462-053-9).

### Écrits
- Jules Lempereur et Jacques Morayns, D'Alpaïde à Charlemagne sous les Maires du Palais, Imprimerie Smets à Blégny, 1980.

### Essais
- Dominique Beaufort, Adolphe Gonda, Li bon walon d'ouy : manuel de stylistique wallonne (Dialecte liégeois), Liège, Imprimerie Guillaume Bovy, [s.d.]
- Étude comparative du wallon liégeois et de la langue française en fonction du Dictionnaire liégeois de Jean Haust, Liège, chez l'auteur, 1988.

## Postérité
« Jacques Morayns a écrit ses pièces wallonnes comme ses très nombreux romans français : trop vite et avec trop de facilité. Une vingtaine de pièces en cinq ans ! Son théâtre d'imagination est pourtant écrit dans une langue qui n'est pas sans qualités. »

— Émile Lempereur

#### Livres
: document utilisé comme source pour la rédaction de cet article.
- Jean Van Hamme, Introduction à la bande dessinée belge, Bruxelles, Bibliothèque royale de Belgique, 1968, 80 p., ill. ; 26 cm (lire en ligne), p. 12. [catalogue] publié à l'occasion de l'exposition La bande dessinée en Belgique, Bibliothèque Albert Ier, [Bruxelles], du 29 juin au 25 août 1968.

#### Périodiques
- P. Charlier, Fleurs dialectales (La Propriété Terrienne), Lès Rèlîs Namurwès, août 1974, Sofadi, Bruxelles.